# 游埠镇
游埠镇，中国浙江省金华市兰溪市下辖的一个镇，离兰溪市城区西南19公里，临衢江，南与婺城区罗埠、洋埠相望。游埠镇曾经被衢江穿镇而过，曾经是浙赣皖闽交界重要的水陆码头和物资集散地，有“钱江上游第一埠”的美誉，为“龙兰汤寿”四县交界的文化、商贸重镇。后衢江河道外迁。中华人民共和国成立后，因公路交通渐渐发达取代了水运，游埠镇商业逐渐衰落。2014年，开始对游埠古镇进行旅游开发。

## 辖区
现辖：
游埠社区、郎家社区、游埠村、前叶村、下叶村、伍家圩村、中洲村、祝家村、黎家村、周门村、邵家村、三港村、节门张村、下王村、下章村、沐澡塘村、仰天田村、安头村、前童村、毛村、黄碧塘村、湖谷头村、江村、里郎村、百斗畈村、滕家圩村、郎家村、潦溪桥村、上范村、裘家村、孙家圩村、寺基村、洋港村、山峰张村、西山王村、柴埠江村、柴埠头村、上宋村、下宋村、古塘下村、梅屏村、坭桥村、刁家村、东山项村、东莞村、范院坞村、倪家村、下俞村、高元张村和生塘徐村。

## 文物古迹
游埠古镇曾经是钱塘江上游重要的水运枢纽，建有大量明清时期的建筑，与桐乡乌镇、湖州南浔、义乌佛堂并称“浙江四大千年古镇”。游埠水运繁荣时期，商人通常会在清晨时分在镇上的茶馆一边饮茶，一边交流商机，一边等待商船靠岸，因此形成了当地的早茶文化。2014年，当地政府以摄影师郎靜山故居为名开始发展旅游：围绕“郎静山摄影小镇”的定位逐渐挖掘了摄影、民宿、早茶的相关旅游资源。2020年，游埠镇被列入浙江省文化和旅游厅第四批省级旅游风情小镇创建名单。同年，游埠古镇景区顺利通过国家4A级旅游景区景观质量评审，并获评浙江省特色风情小镇。游埠旅游开发后，当地居民开发并利用网络推广了“肉沉子”、“鸡子馃”等游埠早茶小吃。2021年1月，游埠镇荣获浙江特色美食小镇（游埠早茶）称号。
游埠古镇位于游埠溪和衢江的太平溪东岸，主要由郎六里古街、郎家路横贯东西，中山街、解放街纵列南北，太平溪呈“L”形包围古镇西侧和南侧，并设有5座古桥。
游埠镇辖区内，拥有浙江省文物保护单位2处；兰溪市文物保护单位6处：
| 编号               | 名称                    | 时代               | 所在               | 类型               | 图片               | 公布                                 |                    |
| 浙江省文物保护单位 | 浙江省文物保护单位      | 浙江省文物保护单位 | 浙江省文物保护单位 | 浙江省文物保护单位 | 浙江省文物保护单位 | 浙江省文物保护单位                   | 浙江省文物保护单位 |
| ------------------ | ----------------------- | ------------------ | ------------------ | ------------------ | ------------------ | ------------------------------------ | ------------------ |
| 6-195              | 郎家葆滋堂              | 清                 | 游埠镇郎家村       | 古建筑             |                    | 第五批市保5-39 第六批省保            |                    |
| 7-145              | 游埠古桥群，含 - 永济桥 | 清                 | 游埠镇游埠村       | 古建筑             |                    | 第五批市保5-40 2017年第七批省保      |                    |
| 兰溪市文物保护单位 |                         |                    |                    |                    |                    |                                      |                    |
| 5-40               | 游埠古桥（潦溪桥）      | 清                 | 游埠镇集镇中心     | 古建筑             |                    | 2017年永安桥、永福桥、永济桥升为省保 |                    |
| 5-41               | 无逸堂                  | 明末               | 游埠镇潦溪村       | 古建筑             |                    |                                      |                    |
| 5-42               | 雍睦堂及嘉善堂          | 清                 | 游埠镇下王村       | 古建筑             |                    |                                      |                    |
| 5-43               | 陈氏节孝石坊            | 清（道光）         | 游埠镇伍家圩村     | 古建筑             |                    |                                      |                    |
| 6-10               | 承启堂                  | 清                 | 游埠镇下俞村       | 古建筑             |                    |                                      |                    |
| 6-11               | 敦本堂                  | 清                 | 游埠镇仰天田村     | 古建筑             |                    |                                      |                    |